# Associazione Calcio Riunite Messina 1952-1953
Questa pagina raccoglie i dati riguardanti l'Associazione Calcio Riunite Messina nelle competizioni ufficiali della stagione 1952-1953.

## Stagione
Nella stagione 1952-1953 il Messina disputa il campionato di Serie B, un torneo a 18 squadre con due promozioni e due retrocessioni, e con 38 punti in classifica ha ottenuto il quarto posto in classifica. Il torneo è stato vinto dal Genoa con 44 punti, secondo il Legnano, entrambe promosse in Serie A. Il Legnano ha vinto lo spareggio con il Catania (4-1) che aveva ottenuto il secondo posto con i lilla con 41 punti. Retrocedono in Serie C Siracusa e Libertas Lucchese.
Carlo Rigotti lascia la panchina messinese e va ad allenare il Marzotto Valdagno portando con sé Bruno Maran. Nuovo allenatore giallorosso Rudy Hiden in arrivo da Salerno. Approdano a Messina per rinforzare la squadra l'attaccante Umberto Mannocci dalla Sampdoria, il difensore Giuseppe Cardano dal Milan, l'ala Franco Da Prat dal SAICI di Torviscosa. Il Messina disputa un discreto campionato cadetto, culminato con il quarto posto finale, implacabile nelle partite interne con tredici vittorie su diciassette partite. Miglior realizzatore dei giallorossi Umberto Mannocci autore di dieci reti. Il Messina in questa stagione ha vinto la Coppa Disciplina.

## Rosa
| N. |                   | Ruolo | Calciatore             |
| -- | ----------------- | ----- | ---------------------- |
|    | Italia (bandiera) | D     | Renato Avellani        |
|    | Italia (bandiera) | A     | Luigi Bassi            |
|    | Italia (bandiera) | A     | Manlio Bertolin        |
|    | Italia (bandiera) | D     | Pietro Bettoli         |
|    | Italia (bandiera) | C     | Adelchi Brach          |
|    | Italia (bandiera) | C     | Giuseppe Cardano       |
|    | Italia (bandiera) | C     | Antonio Colomban       |
|    | Italia (bandiera) | A     | Franco Da Prat         |
|    | Italia (bandiera) | A     | Giovan Battista Fabbri |
|    | Italia (bandiera) | C     | Sergio Geminiani       |

| N. |                   | Ruolo | Calciatore        |
| -- | ----------------- | ----- | ----------------- |
|    | Italia (bandiera) | C     | Umberto Mannocci  |
|    | Italia (bandiera) | A     | Rinaldo Moro      |
|    | Italia (bandiera) | A     | Filippo Nicoletti |
|    | Italia (bandiera) | A     | Giobata Opisso    |
|    | Italia (bandiera) | D     | Mario Piovani     |
|    | Italia (bandiera) | P     | Lorenzo Vellutini |
|    | Italia (bandiera) | C     | Dante Voglino     |
|    | Italia (bandiera) | C     | Fulvio Zonch      |
|    | Italia (bandiera) | P     | Duilio Zotti      |

## Risultati

### Campionato

#### Girone di andata
| Arbitro: | Rigato (Mestre) |

|                                                  |           |             |
| Novello 6’ De Andreis 15’ (rig.) Massagrande 31’ | Marcatori | 28’ Da Prat |

| Arbitro: | Perego (Milano) |

|                      |           |  |
| Colomban 6’ Brach 7’ | Marcatori |  |

| Arbitro: | Cartei (Firenze) |

|                                         |           |                      |
| Mannocci 10’ Brach 13’, 17’, 90’ (rig.) | Marcatori | 49’ (aut.) Geminiani |

| Arbitro: | Tassini (Verona) |

|                          |           |  |
| Valcareggi 8’ Basile 74’ | Marcatori |  |

| Arbitro: | De Gregorio (Legnano) |

|               |           |  |
| Lodi 32’, 40’ | Marcatori |  |

| Arbitro: | Arpaia (Roma) |

|              |           |                           |
| Mannocci 49’ | Marcatori | 9’ Pavanello 81’ Giacconi |

| Arbitro: | Piemonte (Monfalcone) |

|                                   |           |  |
| Mannocci 9’ Moro 46’ Colomban 81’ | Marcatori |  |

| Siracusa 9 novembre 1952 8ª giornata | Siracusa          | 0 – 0 | Messina | Stadio Vittorio Emanuele III\| Arbitro: \| Scaramella (Roma) \| |
| Arbitro:                             | Scaramella (Roma) |       |         |                                                                 |

| Arbitro: | Silvano (Torino) |

|           |           |  |
| Brach 87’ | Marcatori |  |

| Arbitro: | Campanati (Milano) |

|                                          |           |                               |
| Agnoletto 4’, 11’ Meroni 19’ Novello 40’ | Marcatori | 15’ Colomban 44’ (rig.) Bassi |

| Arbitro: | Garzelli (Livorno) |

|                              |           |          |
| Bercarich 10’, 20’ Pison 78’ | Marcatori | 63’ Moro |

| Arbitro: | Perego (Milano) |

|              |           |               |
| Colomban 46’ | Marcatori | 79’ Pivatelli |

| Arbitro: | Marchese (Napoli) |

|                        |           |  |
| Brach 10’ Mannocci 15’ | Marcatori |  |

| Arbitro: | Zoli (Pontedera) |

|                     |           |  |
| Palmér 47’ Mion 61’ | Marcatori |  |

| Arbitro: | Michieletto (Mestre) |

|            |           |              |
| Ongaro 89’ | Marcatori | 10’ Colomban |

| Arbitro: | Jonni (Macerata) |

|                                 |           |            |
| Mannocci 2’ Moro 6’ Da Prat 64’ | Marcatori | 84’ Pirola |

| Arbitro: | Piemonte (Monfalcone) |

|             |           |  |
| Cattani 25’ | Marcatori |  |

#### Girone di ritorno
| Messina 25 gennaio 1953 18ª giornata | Messina         | 0 – 0 | Salernitana | Stadio Giovanni Celeste\| Arbitro: \| Marangio (Roma) \| |
| Arbitro:                             | Marangio (Roma) |       |             |                                                          |

| Valdagno 1º febbraio 1953 19ª giornata | Marzotto Valdagno     | 0 – 0 | Messina | Stadio dei Fiori\| Arbitro: \| De Gregorio (Legnano) \| |
| Arbitro:                               | De Gregorio (Legnano) |       |         |                                                         |

| Arbitro: | Alterio (Roma) |

|  |           |             |
|  | Marcatori | 44’ Voglino |

| Arbitro: | Caputi (Molfetta) |

|                            |           |  |
| Mannocci 57’, 80’ Moro 71’ | Marcatori |  |

| Arbitro: | De Gregorio (Legnano) |

|             |           |  |
| Da Prat 37’ | Marcatori |  |

| Arbitro: | Casati (Varese) |

|            |           |  |
| Padoan 87’ | Marcatori |  |

| Arbitro: | Marangio (Roma) |

|  |           |             |
|  | Marcatori | 15’ Da Prat |

| Arbitro: | Rigato (Mestre) |

|                        |           |              |
| Bassi 35’ Mannocci 84’ | Marcatori | 55’ Occhetta |

| Arbitro: | Marchese (Napoli) |

|                              |           |              |
| Bassi 35’ (aut.) Quoiani 76’ | Marcatori | 72’ Mannocci |

| Arbitro: | Guarnaschelli (Pavia) |

|           |           |  |
| Brach 25’ | Marcatori |  |

| Arbitro: | Rigato (Mestre) |

|             |           |  |
| Da Prat 65’ | Marcatori |  |

| Arbitro: | Scaramella (Roma) |

|                        |           |               |
| Pivatelli 5’ Pozzan 7’ | Marcatori | 66’ Nicoletti |

| Arbitro: | Valsecchi (Milano) |

|                          |           |                                   |
| Marra 20’ Vergazzola 75’ | Marcatori | 8’ Brach 47’ (aut.) Santagiuliana |

| Arbitro: | Agnolin (Bassano del Grappa) |

|                        |           |  |
| Mannocci 71’ Brach 83’ | Marcatori |  |

| Arbitro: | Corallo (Lecce) |

|                       |           |            |
| Moro 59’ Colomban 65’ | Marcatori | 67’ Farina |

| Arbitro: | Orlandini (Roma) |

|             |           |          |
| Colombo 72’ | Marcatori | 37’ Moro |

| Arbitro: | Grandville (Roma) |

|            |           |             |
| Fabbri 49’ | Marcatori | 22’ Delfino |

## Statistiche

### Statistiche di squadra
| Competizione | Punti | In casa | In casa | In casa | In casa | In casa | In casa | In trasferta | In trasferta | In trasferta | In trasferta | In trasferta | In trasferta | Totale | Totale | Totale | Totale | Totale | Totale | DR |
| Competizione | Punti | G       | V       | N       | P       | Gf      | Gs      | G            | V            | N            | P            | Gf           | Gs           | G      | V      | N      | P      | Gf     | Gs     | DR |
| ------------ | ----- | ------- | ------- | ------- | ------- | ------- | ------- | ------------ | ------------ | ------------ | ------------ | ------------ | ------------ | ------ | ------ | ------ | ------ | ------ | ------ | -- |
| Serie B      | 38    | 17      | 13      | 3       | 1       | 30      | 8       | 17           | 2            | 5            | 10           | 12           | 26           | 34     | 15     | 8      | 11     | 42     | 34     | +8 |

### Statistiche dei giocatori
| Giocatore    | Serie B  | Serie B |
| Giocatore    | Presenze | Reti    |
| ------------ | -------- | ------- |
| R. Avellani  | 20       | 0       |
| L. Bassi     | 34       | 2       |
| P. Bettoli   | 33       | 0       |
| A. Brach     | 32       | 9       |
| G. Cardano   | 28       | 0       |
| A. Colomban  | 28       | 6       |
| F. Da Prat   | 29       | 5       |
| G.B. Fabbri  | 29       | 1       |
| S. Geminiani | 7        | 0       |
| U. Mannocci  | 34       | 10      |
| R. Moro      | 33       | 6       |
| F. Nicoletti | 3        | 1       |
| G. Opisso    | 5        | 0       |
| M. Piovani   | 3        | 0       |
| L. Vellutini | 18       | -16     |
| D. Voglino   | 4        | 1       |
| F. Zonch     | 18       | 0       |
| D. Zotti     | 16       | -18     |